# Andy Greenwald
Andy Greenwald (n. 19 de mayo de 1977) es un escritor estadounidense especializado en música. Actualmente escribe en la revista Spin, pero también ha colaborado en publicaciones como The Washington Post, Blender, Entertainment Weekly, The Village Voice, MTV Magazine, Complex y Magnet. Es el autor de los libros Nothing Feels Good: Punk Rock, Teenagers, and Emo y Miss Misery: A Novel.
Greenwald creció en Filadelfia, Pensilvania, y actualmente vive en Brooklyn, Nueva York. Se graduó en Friends' Central School de Filadelfia y en la Universidad Brown de Providence.